# Agnolo et Donnino del Mazziere
Agnolo et Donnino  del Mazziere (actifs 1466–1513), connus sous le nom de  convention de Maître de Santo Spirito, sont deux frères, peintres  italiens du début de la Renaissance.

## Histoire
En 1962, l'historien de l'art Federico Zeri rassemble un groupe de peintures stylistiquement similaires sous le nom du « Maître de Santo Spirito » en référence à l'église Santo Spirito de Florence où se trouvent plusieurs de ses peintures. Anna Padoa Rizzo identifié  en 1991, l'artiste comme étant les frères Agnolo et Donnino (1460-après 1515) fils de Domenico del Mazziere, qui exploitent un atelier à Florence du début années 1480 jusqu'aux deux premières décennies du XVIe siècle. La base qui a servi à cette identification est le retable de la Vierge à l'Enfant avec deux anges et les saints Lucie et Pierre martyrs aux galeries de l'Académie de Venise, dont Padoa Rizzo découvre qu'il s'agit en fait d'une œuvre documentée d'Agnolo et Donnino, commandée en 1490 pour l'hôpital  Santa Lucia à Florence.
Comme les deux frères partagent le même atelier, il est difficile de distinguer leurs styles individuels. Les documents fiscaux suggèrent que Donnino, le frère aîné, est le chef de l'atelier, tandis que les écrits de Giorgio Vasari et Filippo Baldinucci indiquent qu'Agnolo est le plus talentueux et le plus connu des deux. Agnolo, avec plusieurs autres artistes dont Francesco Granacci, est appelé à Rome en 1507 pour aider Michel-Ange à réaliser le plafond de la chapelle Sixtine. Michel-Ange a finalement renvoyé les artistes à Florence et termine seul la chapelle.
Agnolo et Donnino ont peint des retables et des décorations  à fresque pour plusieurs églises de Florence et de ses environs. Ils ont aussi peint des portraits, des panneaux mythologiques et des œuvres religieuses pour les intérieurs domestiques. Leurs peintures sont fréquemment comparées à celles de Lorenzo di Credi. Des œuvres comme le Portrait d'une jeune fille à la Gemäldegalerie de Berlin ou la Vierge à l'Enfant avec deux anges au Walters Art Museum de Baltimore reflètent l'influence de la peinture néerlandaise contemporaine. Agnolo aurait été un élève de Cosimo Rosselli. Le fils de Donnino, Antonio (1497-1547), était également peintre.

## Images

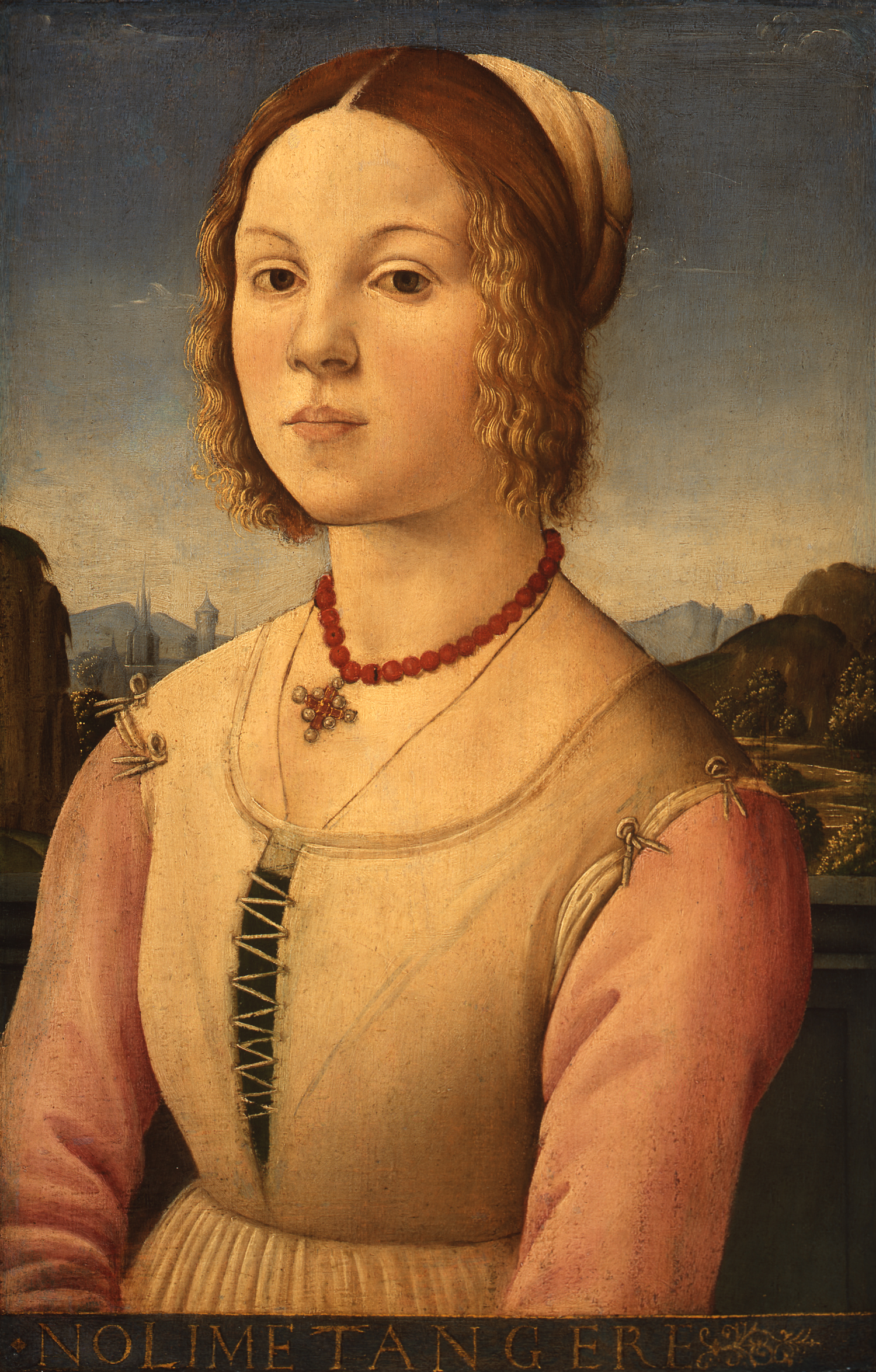
Portrait d'une jeune fille à la  Gemäldegalerie de Berlin.
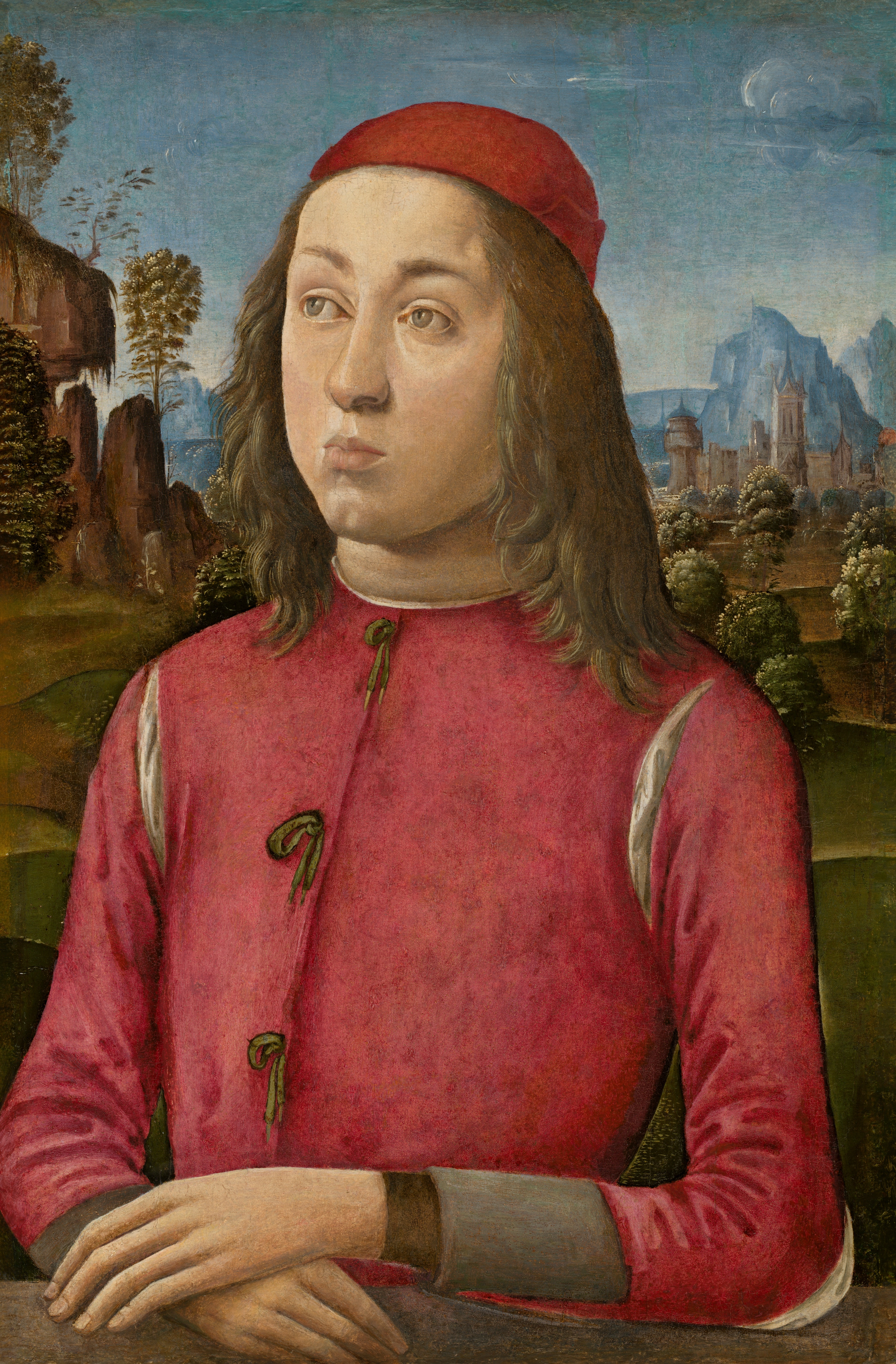
Portrait de jeune homme, National Gallery of Art.
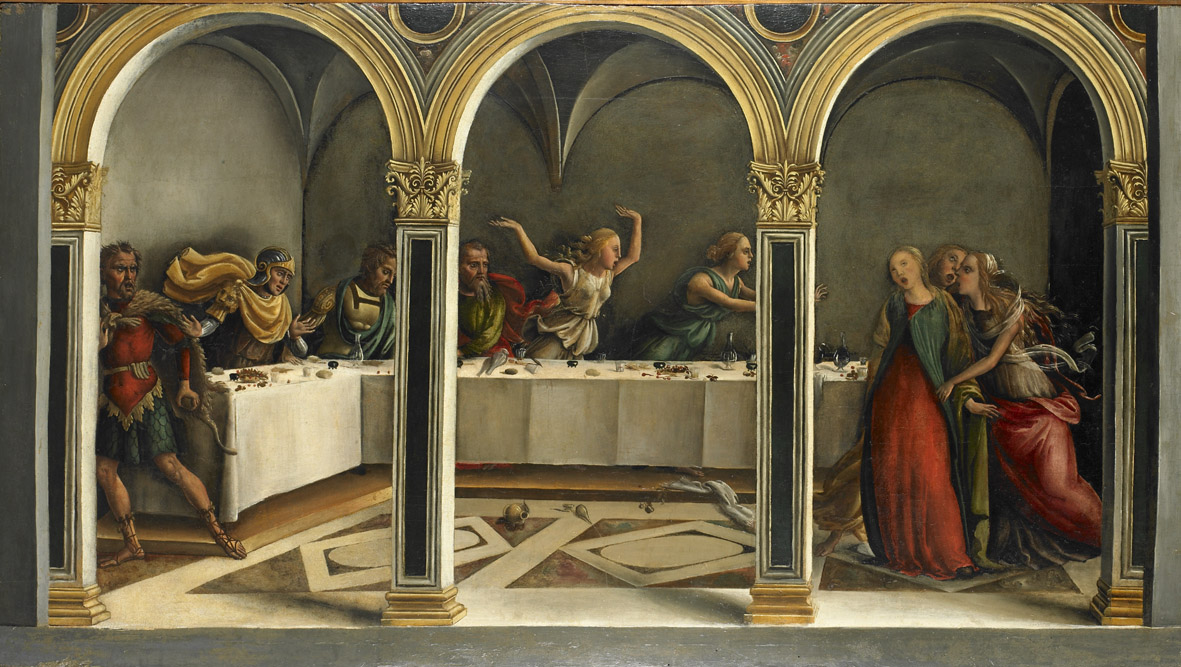
Lucrèce annonce son suicide, vers 1505-1510. Galerie G. Sarti, Paris.
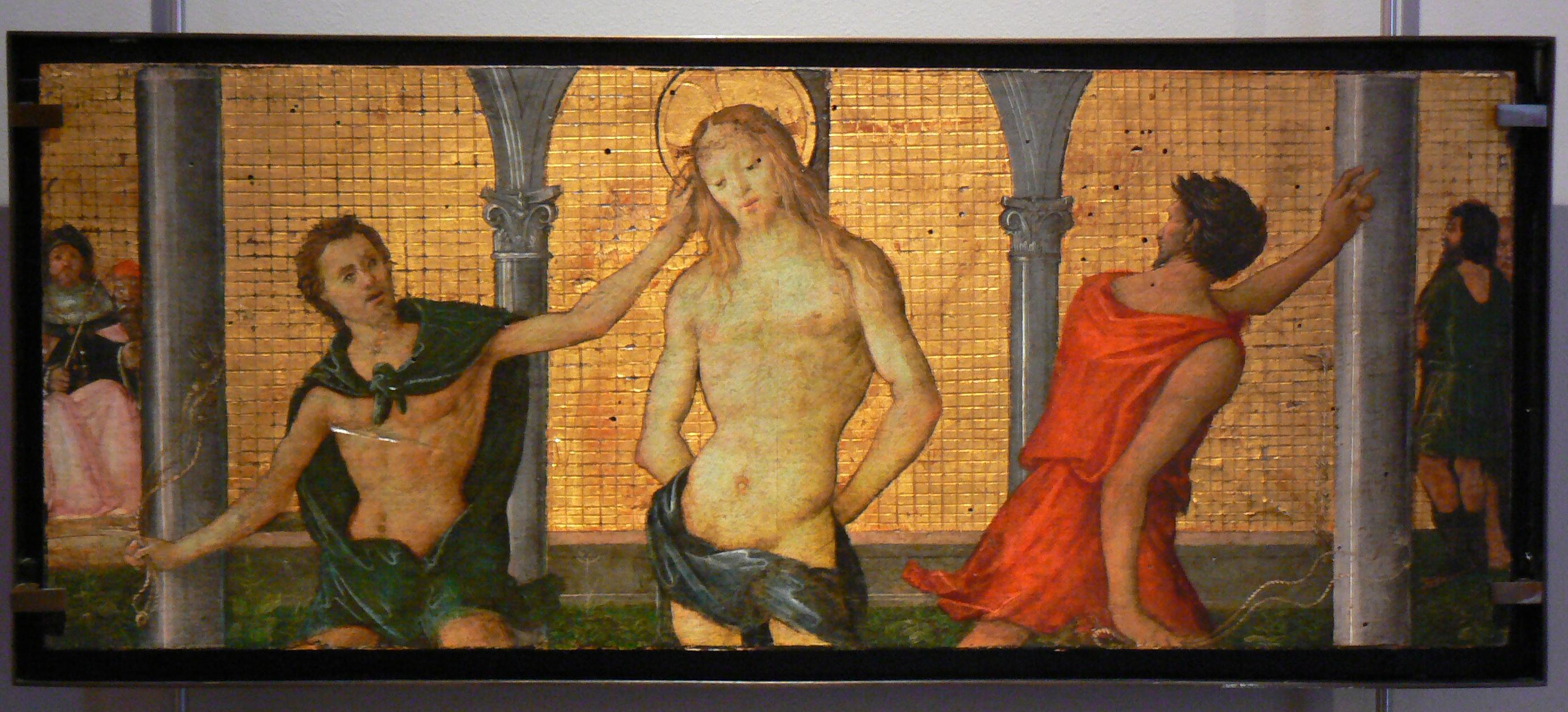
La Flagellation du Christ, musée du Petit Palais, Avignon.